# Mabel Albertson
Mabel Albertson (Lynn, 24 luglio 1901 – Santa Monica, 28 settembre 1982) è stata un'attrice statunitense.

## Biografia
Dal matrimonio con Harold Austin Ripley (durato dal 1924 al 1928), ebbe due figli; si risposò nel 1937 con lo sceneggiatore Ken Englund, dal quale si separò nel 1950. Era inoltre sorella dell'attore Jack Albertson e madre del regista George Englund (1926-2017).
Iniziò a recitare al cinema nel 1928, apparendo soprattutto in parti secondarie; è principalmente nota per i film A piedi nudi nel parco (1967) di Gene Saks e Ma papà ti manda sola? (1972) di Peter Bogdanovich.
Malata di Alzheimer, morì nel 1982 a 81 anni.

## Filmografia

### Cinema
- Gang War, regia di Bert Glennon (1928)
- Mutiny on the Blackhawk, regia di Christy Cabanne (1939)
- About Face, regia di Roy Del Ruth (1952)
- Senza madre (My Pal Gus), regia di Robert Parrish (1952)
- Virginia dieci in amore (She's Back on Broadway), regia di Gordon Douglas (1953)
- Sogno di Bohème (So This Is Love), regia di Gordon Douglas (1953)
- Addio signora Leslie (About Mrs. Leslie), regia di Daniel Mann (1954)
- L'amante sconosciuto (Black Widow), regia di Nunnally Johnson (1954)
- Ma and Pa Kettle at Waikiki, regia di Lee Sholem (1955)
- La tela del ragno (The Cobweb), regia di Vincente Minnelli (1955)
- Il ricatto più vile (Ransom!), regia di Alex Segal (1956)
- Il suo angelo custode (Forever, Darling), regia di Alexander Hall (1956)
- Quattro ragazze in gamba (Four Girls in Town), regia di Jack Sher (1957)
- Sotto la minaccia (Man Afraid), regia di Harry Keller (1957)
- L'animale femmina (The Female Animal), regia di Harry Keller (1958)
- La lunga estate calda (The Long, Hot Summer), regia di Martin Ritt (1958)
- Pietà per la carne (Home Before Dark), regia di Mervyn LeRoy (1958)
- Il boia (The Hangman), regia di Michael Curtiz (1959)
- C'era una volta un piccolo naviglio (Don't Give Up the Ship), regia di Norman Taurog (1959)
- Gazebo (The Gazebo), regia di George Marshall (1959)
- I giovani cannibali (All the Fine Young Cannibals), regia di Michael Anderson (1960)
- Una notte movimentata (All in a Night's Work), regia di Joseph Anthony (1961)
- Rodaggio matrimoniale (Period of Adjustment), regia di George Roy Hill (1962)
- Una splendida canaglia (A Fine Madness), regia di Irvin Kershner (1966)
- A piedi nudi nel parco (Barefoot in the Park), regia di Gene Saks (1967)
- L'amica delle 5½ (On a Clear Day You Can See Forever), regia di Vincente Minnelli (1970)
- Ma papà ti manda sola? (What's Up, Doc?), regia di Peter Bogdanovich (1972)

### Televisione
- Chevron Theatre – serie TV, un episodio (1952)
- Mr. & Mrs. North – serie TV, un episodio (1952)
- The George Burns and Gracie Allen Show – serie TV, 3 episodi (1953-1955)
- Letter to Loretta – serie TV, 7 episodi (1953-1958)
- The Jack Benny Program – serie TV, 2 episodi (1953-1961)
- Adventures of Superman – serie TV, un episodio (1953)
- General Electric Theater – serie TV, 3 episodi (1954-1962)
- Four Star Playhouse – serie TV, un episodio (1954)
- City Detective – serie TV, un episodio (1954)
- Those Whiting Girls – serie TV, 26 episodi (1955-1957)
- The Star and the Story – serie TV, episodio 1x14 (1955)
- Lux Video Theatre – serie TV, 4 episodi (1956-1957)
- Make Room for Daddy – serie TV, 2 episodi (1956-1961)
- Jane Wyman Presents The Fireside Theatre – serie TV, un episodio (1956)
- December Bride – serie TV, un episodio (1956)
- The Millionaire – serie TV, un episodio (1956)
- Gunsmoke – serie TV, 3 episodi (1957-1963)
- The 20th Century-Fox Hour – serie TV, episodio 2x18 (1957)
- Bachelor Father – serie TV, un episodio (1957)
- The Californians – serie TV, un episodio (1958)
- Have Gun - Will Travel – serie TV, episodio 3x03 (1959)
- La famiglia Potter (The Tom Ewell Show) – serie TV, 30 episodi (1960-1961)
- Gli uomini della prateria (Rawhide) - serie TV, episodio 2x23 (1960)
- The Tab Hunter Show – serie TV, un episodio (1961)
- The Roaring 20's – serie TV, un episodio (1961)
- The Dick Powell Show – serie TV, episodio 1x13 (1961)
- Bronco – serie TV, un episodio (1962)
- Ben Casey – serie TV, episodio 1x26 (1962)
- The Tall Man – serie TV, un episodio (1962)
- Perry Mason – serie TV, un episodio (1962)
- Fair Exchange – serie TV, un episodio (1962)
- Hazel – serie TV, 2 episodi (1964-1965)
- Vita da strega (Bewitched) – serie TV, 18 episodi (1964-1971)
- Io e i miei tre figli (My Three Sons) – serie TV, episodio 4x30 (1964)
- La legge di Burke (Burke's Law) – serie TV, episodio 1x29 (1964)
- Mr. Novak – serie TV, episodio 2x01 (1964)
- I mostri (The Munsters) – serie TV, un episodio (1964)
- Lucy Show (The Lucy Show) – serie TV, un episodio (1964)
- Il dottor Kildare (Dr. Kildare) – serie TV, un episodio (1965)
- Polvere di stelle (Bob Hope Presents the Chrysler Theatre) – serie TV, un episodio (1965)
- No Time for Sergeants – serie TV, un episodio (1965)
- The Smothers Brothers Show – serie TV, un episodio (1965)
- The Andy Griffith Show – serie TV, 4 episodi (1966-1968)
- Quella strana ragazza (That Girl) – serie TV, 5 episodi (1966-1970)
- The Adventures of Ozzie & Harriet – serie TV, un episodio (1966)
- Bonanza - serie TV, episodio 7x33 (1966)
- Selvaggio west (The Wild Wild West) - serie TV, episodio 2x08 (1966)
- The Rounders – serie TV, episodio 1x14 (1966)
- Daniel Boone – serie TV, un episodio (1967)
- Kronos - Sfida al passato (The Time Tunnel) – serie TV, episodio 1x30 (1967)
- Dragnet 1967 – serie TV, un episodio (1967)
- Una famiglia... si fa per dire (Accidental Family) – serie TV, episodio 1x10 (1967)
- La signora e il fantasma (The Ghost & Mrs. Muir) – serie TV, un episodio (1968)
- Il virginiano (The Virginian) – serie TV, episodio 7x13 (1968)
- Gomer Pyle: USMC – serie TV, un episodio (1969)
- Love, American Style – serie TV, un episodio (1969)
- Doris Day Show (The Doris Day Show) – serie TV, un episodio (1970)
- Arnie – serie TV, un episodio (1970)
- The House That Would Not Die – film TV (1970)
- Le pazze storie di Dick Van Dyke (The New Dick Van Dyke Show) – serie TV, 3 episodi (1971-1973)
- Ironside – serie TV, un episodio (1971)
- Make Room for Granddaddy – serie TV, un episodio (1971)
- Marcus Welby (Marcus Welby, M.D.) – serie TV, un episodio (1971)
- The Paul Lynde Show – serie TV, 2 episodi (1973)
- Temperatures Rising – serie TV, un episodio (1973)
- Bob & Carol & Ted & Alice – serie TV, un episodio (1973)
- Pete 'n' Tillie – film TV (1974)
- Mary Tyler Moore Show (Mary Tyler Moore) – serie TV, un episodio (1975)
- Ladies of the Corridor – film TV (1975)

## Doppiatrici italiane
- Franca Dominici in Sogno di bohème, Gazebo, La tela del ragno, Una notte movimentata
- Wanda Tettoni in L'amante sconosciuto, Sotto la minaccia, Il boia
- Clara Ristori in La lunga estate calda
- Miranda Bonansea in Una splendida canaglia
- Lydia Simoneschi in Ma papà ti manda sola?
- Gianna Piaz in Vita da strega (s. 1-4, 7)
- Laura Rizzoli in Vita da strega (s. 5-6)